# Yves Lenaerts
Pour les articles homonymes, voir Lenaerts.
Yves Lenaerts, est un joueur de football belge, né le 27 février 1983 à Turnhout. Il évolue au poste de gardien de but.

## Biographie
Formé au KV Turnhout, le club de sa ville natale, Yves Lenaerts est intégré au noyau de l'équipe première en janvier 2001 comme gardien remplaçant mais ne joue pas une seule rencontre officielle. En fin de saison, il est recruté par le club néerlandais du PSV Eindhoven, où il passe un an dans le noyau des espoirs. Il est repris dans l'effectif professionnel au début de la saison 2002-2003 mais n'est que quatrième voire cinquième gardien dans la hiérarchie du club. Il profite d'une succession de blessures chez ses concurrents pour faire partie de la sélection en avril 2003 et dispute son premier match en mai face à l'AZ Alkmaar. Il joue finalement trois rencontres durant la saison qui voit le club décrocher le titre en fin d'exercice. Il reste encore un an aux Pays-Bas mais ne joue plus un seul match officiel.
En juin 2004, il revient en Belgique et s'engage à Heusden-Zolder, tout juste relégué en Division 2. Il est deuxième gardien du club à son arrivée et reçoit la place de titulaire après une saison. Hélas, le club tombe en faillite en mars 2006 et tous les joueurs se retrouvent sans club. Yves Lenaerts est alors recruté par le FC Bruges en juin en qualité de troisième gardien. Il signe un contrat de quatre ans dans la Venise du Nord mais ne joue que deux bribes de match lors de la Coupe de Belgique 2007-2008. En 2010, son contrat arrive à échéance et il est transféré par Oud-Heverlee Louvain, un club ambitieux de Division 2.
Il y devient titulaire dès le début de la saison et remporte le titre de champion, permettant au club d'atteindre pour la première fois la Division 1. Il entame la saison suivante comme premier gardien mais recule d'un rang dans la hiérarchie après l'arrivée de Thomas Kaminski, prêté par Anderlecht. Il reste réserviste la saison suivante, le club ayant engagé l'ancien gardien international Logan Bailly. Malgré tout, Yves Lenaerts prolonge son contrat avec OHL pour trois ans en décembre 2012. 

## Palmarès
- 1 fois champion des Pays-Bas en 2003 avec le PSV Eindhoven
- 1 fois champion de Belgique de Division 2 en 2011 avec Oud-Heverlee Louvain

## Statistiques
| Saison                | Club                  | Championnat           | Championnat | Championnat | Coupe(s) nationale(s) | Coupe(s) nationale(s) | Total | Total |
| Saison                | Club                  | Division              | M.          | B.          | M.                    | B.                    | M.    | B.    |
| 2000-2001             | KV Turnhout           | Division 2            | 0           | 0           | 0                     | 0                     | 0     | 0     |
| 2002-2003             | PSV Eindhoven         | Eredivisie            | 3           | 0           | 0                     | 0                     | 3     | 0     |
| 2003-2004             | PSV Eindhoven         | Eredivisie            | 0           | 0           | 0                     | 0                     | 0     | 0     |
| 2004-2005             | Heusden-Zolder        | Division 2            | 5           | 0           | 1                     | 0                     | 6     | 0     |
| 2005-2006             | Heusden-Zolder        | Division 2            | 17          | 0           | 1                     | 0                     | 18    | 0     |
| 2006-2007             | FC Bruges             | Division 1            | 0           | 0           | 0                     | 0                     | 0     | 0     |
| 2007-2008             | FC Bruges             | Division 1            | 0           | 0           | 2                     | 0                     | 2     | 0     |
| 2008-2009             | FC Bruges             | Division 1            | 0           | 0           | 0                     | 0                     | 0     | 0     |
| 2009-2010             | FC Bruges             | Division 1            | 0           | 0           | 0                     | 0                     | 0     | 0     |
| 2010-2011             | OH Louvain            | Division 2            | 34          | 0           | 2                     | 0                     | 36    | 0     |
| 2011-2012             | OH Louvain            | Division 1            | 11          | 0           | 0                     | 0                     | 11    | 0     |
| 2012-2013             | OH Louvain            | Division 1            | 1           | 0           | 0                     | 0                     | 1     | 0     |
| 2013-2014             | OH Louvain            | Division 1            | 2           | 0           | 0                     | 0                     | 2     | 0     |
| 2014-2015             | OH Louvain            | Division 2            | 4           | 0           | 0                     | 0                     | 4     | 0     |
| 2015-2016             | OH Louvain            | Division 1            | 2           | 0           | 0                     | 0                     | 2     | 0     |
| 2016-2017             | ASV Geel              | Division 3            | 28          | 0           | 3                     | 0                     | 31    | 0     |
| 2017-2018             | ASV Geel              | Division 3            | 15          | 0           | 4                     | 0                     | 19    | 0     |
| Total sur la carrière | Total sur la carrière | Total sur la carrière | 122         | 0           | 13                    | 0                     | 135   | 0     |